# Kazimierz Brodziński
Kazimierz Brodziński, né le 8 mars 1791 à Królówka et mort le 10 octobre 1835 à Dresde, est un écrivain, poète, pédagogue bet journaliste polonais. Professeur à l'Université de Varsovie, traducteur et auteur de poésies lyriques, il est représentant du romantisme polonais.

## Biographie
Issu d'une famille de petite noblesse de la région de Cracovie, il fait ses études secondaires à Tarnów, puis sert dans l'armée du Duché de Varsovie, créé par le traité de Tilsitt en juillet 1807. En 1812, il prend part à la campagne de Russie, au cours de laquelle il est promu lieutenant. Au cours de la bataille des Nations à Leipzig (1813), il est blessé et fait prisonnier par les Prussiens.
De retour de captivité en 1814, il s'installe à Varsovie, qui, en 1815, devient la capitale du royaume de Pologne, désormais dominé par la Russie, puisque le roi de Pologne est le tsar Alexandre Ier. Brodziński travaille d'abord dans un bureau. Il adhère à la franc-maçonnerie, parvient au cinquième degré de l'initiation et, en 1819, devient secrétaire du Grand-Orient. 
À partir de 1818, il est professeur de littérature polonaise et de style dans des écoles de divers niveaux. Il collabore également au journal Pamiętnik Warszawski, d'abord en tant que rédacteur, puis comme coéditeur. En 1823, il devient membre de la Société des Amis des sciences. Ayant obtenu un doctorat en philosophie, il est nommé professeur à l'Université de Varsovie.
Il se rend fréquemment à l'étranger, à Prague, en Allemagne, en Italie, en Suisse, en France. Ces voyages, où il essaye de retrouver la santé, lui donnent notamment l'occasion de rencontrer des chercheurs tchèques qui s'intéressent aux études slaves et aux folklores tchèque et slovaque : Josef Jungmann, Vaclav Hanka et Jan Kollar.
Pendant l'insurrection polonaise de 1830 contre Nicolas Ier, il est rédacteur en chef de journaux soutenant l'insurrection : Kurier Polski et Nowa Polska. Nommé inspecteur général des écoles par les autorités polonaises insurgées, il travaille à réorganiser l'enseignement.
Après la défaite de l'insurrection, l'Université de Varsovie est fermée et il est démis de ses fonctions. Il séjourne quelque temps à Cracovie, alors siège d'un État autonome, la République de Cracovie. En 1834, il revient à Varsovie, où il édite Jutrzenka et Magazyn Powszechny. En mai 1835, il part en traitement à Karlsbad, ville d'eau de Bohême. Sur le chemin du retour, il meurt à Dresde où il est inhumé dans l'ancien cimetière catholique de Dresde.

## Œuvres
Sa connaissance de la langue allemande, acquise à l'école, éveilla très tôt son intérêt pour la littérature allemande. Il lut les pastorales de S. Gessner, les œuvres de Schiller et de Goethe. Avant tout il était un écrivain d'élégies et de pastorales. Dans ses pastorales, il cherchait à donner à ce genre ancien une forme moderne. Il cherchait l'inspiration dans les vieilles pastorales polonaises, dans la poésie de Reklewski, dans les textes théoriques de Herder, de Jean Paul et de Schiller. Il inclut ses réflexions sur la pastorale dans ses essais esthétiques: O klasyczności i romantyczności tudzież o duchu poezji polskiej (1818) et O idylli pod względem moralnym (1823)
La pastorale Wiesław lui valut l'approbation générale. La première version parut dans les volumes 16 et 18 de Pamiętnik Warszawski de 1820. C'était une représentation pastorale centrée sur l'histoire d'amour de Wiesław et de Halina. Pourtant, elle ne traitait pas des vicissitudes des amoureux. Dans sa pastorale, Brodziński décrit le monde d'harmonie entre les hommes vertueux et la nature. La source de la vertu était le travail des champs, une relation étroite avec la terre. Le poète soulignait l'originalité du monde dans Wiesław en l'utilisant pour le folklore. Adam Mickiewicz, dans l'Épilogue de Pan Tadeusz, fait allusion à la popularité de l'œuvre de Brodziński parmi les lecteurs contemporains. Wiesław a été traduit en bulgare, en tchèque, en allemand et en russe.
Il a traduit en polonais le Livre de Job et Werther.

## Une opinion d'Adam Mickiewicz
Dans un cours donné à Paris, au Collège de France, en 1840-1841, Mickiewicz a dit de Brodziński :
« Kazimierz Brodziński, ancien militaire, débuta par des poésies dans le genre des légionnaires. Après la chute de l'empire, il se retira de la scène politique et parut découragé. Se défiant de l'enthousiasme et de l'exaltation nationale, enfermé dans la sphère purement artistique, poète national slave, il commença une marche rétrograde vers le passé slave et devint un Slave danubien. La vie champêtre, la vie domestique, le paysage slave, les chansons slaves, c'est son monde.
Il eut peur des phénomènes qui surgissaient dans la sphère artistique de cette époque : il n'ose parler de lord Byron ; c'est avec effroi qu'il prévoit l'influence de ce génie puissant sur le génie inflammable de la Pologne : il voudrait rendre toute la Pologne tranquille, agricole et paisible. Brodziński ne savait pas qu'en déclamant contre l'exaltation et l'enthousiasme, il nuisait à la cause nationale. Le public admirait ses ouvrages comme parfaits au point de vue artistique; les littérateurs lisaient ses dissertations remplies d'érudition et de science : on le proclamait chef de l'école qu'on qualifiait de romantique, faute de pouvoir la définir autrement; mais la masse de la nation restait sourde aux accents de Brodziński.
Bien loin d'exciter aucun enthousiasme dans le pays, il se trouve abandonné du public, exposé aux attaques quelquefois injustes de la jeunesse, qui commence à pressentir un principe dangereux dans ses ouvrages.
Brodziński allait finir sa carrière comme Pouchkine, abandonné, presque insulté par son public. Mais la Révolution de 1830 éclaira tout à coup son esprit, et il eut la sublime humilité de reconnaître ses fautes. Il demanda pardon au génie national.
Brodziński, dans un discours remarquable prononcé dans la Société littéraire de Varsovie, formula pour la première fois la philosophie nationale de la Pologne. Surpris par une révolution enthousiaste, il dit en face de ses auditeurs qui l'avaient si souvent entendu déclamer contre l'exaltation et l'enthousiasme de la jeunesse :« La nation a prononcé. En mon âme et conscience, je me soumets à ses arrêts; j'y reconnais la voix de l'Éternel. » Dès ce moment, il servit la révolution avec tout le dévouement dont il était capable.
Dans la même séance, il dit les paroles que j'ai citées l'année passée, dans ma seconde leçon, et que je suis obligé de vous rappeler, parce que ces quelques paroles nous serviront de passage à l'histoire scientifique de la Pologne. Brodziński apprécia le premier ce qu'il y a de profond, de national et en même temps d'universel dans le système de Copernic.
« Jusqu'à la venue de Copernic, la terre n'a été regardée que comme un globe égoïste existant pour lui-même. Il a été donné au philosophe, qui représente une nation noble, hardie et aventureuse, de démontrer qu'il n'y a pas d'existence égoïste dans l'univers ; que la terre, au lieu de vivre pour soi, roule dans l'immensité des cieux, à travers les espaces inconnus, autour d'un centre connu en élaborant ainsi son avenir; que cette patrie commune de l'humanité est mobile; que son mouvement est progressif. »
Brodziński expliqua scientifiquement l'histoire politique de la Pologne. Vous voyez ici un rayon scientifique éclaircir l'histoire obscure des légions et des émigrations polonaises, l'histoire de la seule nation de l'Europe qui ait dit qu'elle existait en dehors des conditions de territoire, de glèbe : de même que notre globe, elle a son centre de mouvement dans une sphère supérieure. »
Il est remarquable que des philosophes polonais qui méditaient alors dans le silence les hautes questions de la philosophie spéculative, qui n'avaient aucune connaissance de la poésie polonaise et des discours de Brodziński, arrivèrent à la même vérité, formulèrent leurs systèmes d'après l'histoire ancienne de la Pologne, d'après le système de Copernic ».